# 郑建新
郑建新（1968年12月—），贵州贵阳人，汉族，1990年7月参加工作，1991年12月加入中国共产党，吉林工业大学汽车工程学院汽车工程专业毕业，博士研究生文化。中华人民共和国政治人物。曾任湖南省财政厅厅长，衡阳市人民政府市长，中共衡阳市委书记、中共长沙市委副书记，长沙市人民政府市长。

## 生平
2018年2月24日，当选为第十三届全国人大代表。
2023年5月，郑建新因2022年长沙自建房倒塌事故受到中共党内严重警告处分并遭免去现职，并转任湖南省央企合作对接暨重大招商引资驻京工作专班主任。
2025年6月，涉嫌严重违纪违法，接受湖南省纪委监委纪律审查和监察调查。